# Mendoza memorabilis
Mendoza memorabilis är en spindelart som först beskrevs av Pickard-Cambridge O. 1876.  Mendoza memorabilis ingår i släktet Mendoza och familjen hoppspindlar. Inga underarter finns listade i Catalogue of Life.